# نقاق (یمن)
 نقاق  نام روستایی است در عزلهٔ (مرخة)، در ناحیهٔ (بلاد البضاء)، از توابع استان اِب در کشور یمن در شبه جزیره عربستان. 
جمعیت آن ۲۰۱ نفر (۸ خانوار) می‌باشد.